# K12
El K12, con 7.428 m s. n. m., es la segunda montaña más alta de las montañas Saltoro, una sección de la gran Cordillera del Karakórum que se encuentra en la región de Siachen, cerca de Gilgit-Baltistán. Está situada muy cerca de la Línea de control que separa las zonas controladas por los ejércitos indio y pakistaní en Cachemira. El nombre se le dio durante la primera exploración del Karakórum, en época colonial, cuando en el año 1856 un equipo topográfico europeo dirigido por el británico Henry Haversham Godwin-Austen visitó la zona. 

## Situación
El K12 se encuentra al suroeste del glaciar de Siachen. Los glaciares del K12 de la vertiente nordeste alimentan el de Siachen, mientras los de la vertiente occidental desaguan en el glaciar de Bilafond, y desde allí hasta el río Dansam, y, finalmente, al Indo.

## Ascensiones
El K12, como el resto de montañas de su grupo, ha tenido poca actividad alpinista, principalmente por la inestabilidad política de la zona, con la continua presencia de los ejércitos indio y pakistaní a la zona, con varios enfrentamientos entre ellos, pero también por estar en una situación muy aislada. 
El primer intento para ascender tuvo lugar el año 1960, después de que en 1957 fuera explorado por Eric Shipton. Después de un intento fallido por una expedición japonesa en 1971, otra expedición nipona consiguió que dos de sus hombres, Shinichi Takagi i Tsutomu Ito, hicieran la cumbre por primera vez en 1974. Aunque, durante el descenso ambos sufrieron un accidente mortal, sin que sus cuerpos fueran recuperados. En 1975 nuevamente una expedición japonesa hizo la segunda ascensión de la cumbre.
El año 1984 el ejército de la India tomó esta cumbre como parte de su plan para bloquear cualquier reclamación del glaciar de Siachen por el Pakistán en la porción no demarcada de la línea de control. Posteriormente el Pakistán la recuperó. Con posterioridad no ha habido ningún intento de ascensión.